# Бакстер, Роберт Дадли
Роберт Дадли Бакстер (англ. Robert Dudley Baxter; 1827—1875) — английский адвокат, экономист и статистик.

## Биография
Роберт Дадли Бакстер родился 3 февраля 1827 года в городе Донкастере в графстве Саут-Йоркшир (Англия).
Изучал право в Тринити-колледже Кембриджского университета по окончании которого поступил на работу адвокатом в юридическую фирму своего отца «Baxter & Co», где проработал до самой смерти.
С 1866 года Бакстер входил в состав правления лондонского статистического общества.
Довольно ответственно относясь к порученной работе Бакстер сумел без ущерба для неё опубликовать несколько трудов по экономике и политической экономии (см. раздел «Библиография»). 
Роберт Дадли Бакстер скончался 17 мая 1875 года в Хампстеде.